# Černý kotel (film)
Černý kotel (v anglickém originále The Black Cauldron) je animovaný film z roku 1985 z dílny Walta Disneye. Filmu se režisérsky ujal Ted Berman a Richard Rich. Námět pochází ze stejnojmenné dětské knihy, patřící do pětisvazkové knižní ságy Kroniky Prydainu, kterou napsal Lloyd Alexander. Premiéru měl 24. července 1985. Jde v pořadí o 25. snímek z tzv. animované klasiky Walta Disneye.
Hlasy postav v originále namluvili herci jako Grant Bardsley, Susan Sheridan, Freddie Jones, Nigel Hawthorne, a John Hurt.